# Bouclier d'automne
El Bouclier d'automne va ser una competició creada i organitzada per l'Stade toulousain, durant els anys 70 i part dels 80. Reunia els vuit millors equips del campionat precedent, poc abans de la represa de la competició. La final se celebrava a Tolosa, entre el 30 de setembre i el 12 d'octubre.
No s'ha de confondre el Bouclier d'automne amb el Champion d'automne, títol honorífic donat durant la treva hivernal coincident amb la meitat del campionat.

## Palmarès
- 1970: AS Béziers - Stade toulousain 11 - 6 (1a edició)
- 1971: AS Béziers - RC Narbonne 6 - 4
- 1972: CA Brive - AS Béziers 12 - 6
- 1973: SU Agen guanya la Section paloise
- 1974: AS Béziers - RC Narbonne 26 - 0
- 1975: SU Agen - AS Béziers 23 - 22
- 1976: AS Béziers - US Dax 59 - 6
- 1977: AS Béziers - Stade toulousain 14 - 6
- 1978: RC Narbonne guanya a (?)
- 1979: SU Agen l'emporte contra el FC Lourdes o l'Stade toulousain (?)
- 1980: ?
- 1981: Stade toulousain guanya l'AS Béziers
- 1982: ?
- 1983: ?
- 1984: RC Narbonne guanya a (?)